# Інконгруентна точка
Інконгруентна точка, перитектична точка (рос. инконгруэнтная [перитектическая] точка, англ. incongruent melting point) — точка на фазовій діаграмі, в якій тверда фаза розкладається на рідку та іншу тверду фази. Нові фази відрізняються хімічним складом. У цій точці одна рідка фаза знаходиться в стані рівноваги з двома твердими.